# Búhos ULVR Fútbol Club
Los Búhos ULVR Fútbol Club, antes llamado Guayaquil Sport Club, es un club deportivo ecuatoriano originario de la ciudad de Guayaquil, fundado como club de fútbol profesional el 1 de agosto de 1970.
En la era profesional, solo por una temporada participó en la Serie A del Fútbol Ecuatoriano en 1973. En 1990 el club desapareció y luego de 24 años, fue refundado el 5 de febrero de 2014. En la temporada 2022 Guayaquil Sport cambio de nombre a Búhos ULVR al ser el equipo guayaquileño surgido de la Universidad Laica Vicente Rocafuerte de Guayaquil. Actualmente participa en la Segunda Categoría de Ecuador.
Desde 2021, el club juega de local en el Estadio Modelo Alberto Spencer, ubicado en la Avenida de las Américas al norte de la ciudad de Guayaquil, aunque alternan algunos partidos en el Estadio Pablo Sandiford de Durán y en el Estadio Los Chirijos de Milagro.
Está afiliado a la Asociación de Fútbol del Guayas.

## Historia
La práctica del deporte era muy limitada en Ecuador hasta finales del siglo XIX y el fútbol era desconocido en el país. El guayaquileño Juan Alfredo Wright, y su hermano Roberto, quienes residían en Inglaterra y luego formaron parte del club peruano Unión Cricket de Lima, volvieron a Guayaquil a mediados de 1899, con lo cual se incentivó a varios jóvenes aficionados a la práctica del fútbol en el país. El 23 de abril de 1899 se fundó oficialmente el Guayaquil Sport Club, siendo el primer club de fútbol de Ecuador. El 28 de enero de 1900 se registraron los primeros partidos a nivel amateur, entre grupos de aficionados. Los campeonatos amateurs no oficiales iban en aumento, y para el año 1908 el Guayaquil Sport ganó la "Copa Chile" y la "Copa Municipal".
El 17 de septiembre de 1908 el Comité 18 de Septiembre, institución que se dedicaba a solemnizar la fecha de independencia de Chile en la urbe guayauileña, había donado una copa para celebrar las fiestas de dicho país, en lo que sería el primer torneo de fútbol amateur de la ciudad. En la Plaza Abdón Calderón se celebraron los encuentros en la mañana del 18 de septiembre. El Libertador Bolívar ganó 1 a 0 al ADE mientras que el Unión fue derrotado por el C.S. Guayaquil con el mismo marcador. En la tarde se jugó la final entre C.S. Guayaquil y Libertador siendo vencedor el primero por un marcador de 2 a 0. El 28 de septiembre de se hizo público que la Municipalidad de Guayaquil había acordado celebra la primera edición ded la Copa Municipal, encomendando la organización de dicho torneo a la Asociación de Empleados. El torneo sería ganado por el C.S. Guayaquil equipo que venció 2 a 0 al C.S. Ecuador en la cancha del Jockey Club.
El 6 de mayo de 1911 se fundó la Liga Deportiva Guayaquil, siendo esta la primera entidad multideportiva del Ecuador, para mayo de 1912 ya había organizado su primer torneo de fútbol, mientras Manuel Seminario tomó la iniciativa de realizar los primeros cotejos interprovinciales entre los clubes de Guayaquil y Quito. Seminario había nombrado a un representante para que hiciera contacto con el Club Sport Quito. El diario La Prensa de Quito señaló que el 24 de mayo se daría el primer choque "regional", para celebrar el centenario de la Batalla de Pichincha, pero el encuentro que tuvo que esperar hasta el 10 de agosto, aniversario del Primer grito de Independencia. Aprovechando ese lapso de tiempo se decidió realizar encuentros eliminatorios entre clubes guayaquileños. Finalmente el Club Sport Guayaquil sería el ganador de la eliminatoria para representar al futbol guayaquileño. El 1 de agosto de 1912, en las primeras horas de la mañana, a bordo del vapor Balao, se dirigió a Durán la delegación del Club Sport Guayaquil integrada por Carlos Aguirre, Enrique Guzmán Aspiazu, Juan Alfredo Wright, Marcos Plaza Sotomayor, Manuel Seminario, Martín Dunn, Nelson Uraga Suárez, César González Rubio, Alejo Madinyá, Jacinto Reyes Saona, recién llegado de París, Julio Básconez, Benjamín Rosales, Roberto Wright, Carlos Seminario (Peruano), Ernesto Ycaza Toral y José Barriga, con el Dr. Wenceslao Pareja como médico. El 10 de agosto, en la cancha de El Ejido, ante un fervoroso público que no escatimó aplausos para los porteños, el Guayaquil, con Básconez; Madinyá y Uraga; Reyes, Dunn y González Rubio; Roberto Wright, Ycaza, Plaza, Juan Alfredo Wright y Seminario, en gran partido venció al Quito por 4 a 0 con una actuación sobresaliente de Martín Dunn Hart y del primer artillero del fútbol porteño, Marcos Plaza Sotomayor.
En el mes de las festividades de nuestra ciudad arribaron los quiteños para hospedarse en el Hotel Guayaquil. El campo de fútbol ubicado en el antiguo hipódromo de la actual calle Chimborazo empezó a ser invadido desde las 8 de la mañana del 12 de octubre para espectar la gran revancha. Carruajes, automóviles y coches se alineaban a un costado de la cancha. Con el arbitraje de Juan Grimm, ante seis mil espectadores, el equipo quiteño salió a la cancha con César Rodríguez como portero; Enrique Moreno full back left y Jorge Almeida full back right; Leonidas Manrique left half, Alberto Campuzano center half y Enrique Portilla right half; Ernesto Monge right wing, Alberto Herbas insider right, César Monge center forward, César Monge insider left y Carlos Vizueta left wing. Con la misma ubicación en el lenguaje anglo del fútbol, muy común en el periodismo de la época, el Club Sport Guayaquil puso en el campo a Julio Básconez; Alejo Madinyá y Octavio Baquerizo; Julio Alzaldegui, Martín Dunn y Eduardo Puig; Pablo Valle, Rodrigo Arrarte; Marcos Plaza, Ramón Gallegos y Manuel Seminario. Los equipos se atacaban con rigor y sus defensas dejaban ver sus habilidades y conocimientos. La multitud aplaudía con entusiasmo y los vivas a cada equipo se escuchaban con frecuencia. Varias veces llegó el balón a las puertas del gol pero la infranqueable barrera de defensores lo contenía. Pasó el primer tiempo y después de un corto descanso se reanudó el juego con mayor interés. Las defensas siguieron predominando pese al empeño de los delanteros y ningún equipo pudo poner el gol de la victoria. A las 10 de la mañana concluyó el partido con el marcador en blanco.
Al oír el silbato del árbitro, los millares de personas que habían acudido al antiguo hipódromo prorrumpieron en vivas a los jóvenes deportistas y algunos jugador del C.S. Guayaquil condujeron en hombros hasta la puerta del escenario deportivo al presidente del S.C. Quito, Rafael de la Torre, quien, justamente conmovido, lanzó vivas al Team Guayaquil. Después los integrantes de ambos equipos fueron hasta el Hotel Guayaquil donde se brindó por el deporte nacional y la confraternidad deportiva y se sirvió un suculento almuerzo criollo. Manuel Seminario entregó al presidente del club capitalino una copa de plata donada por la Municipalidad para el triunfador. El representante de la casa cinematográfica Pathe anunció que había tomado una película del juego, la cual iba a ser exhibida en días venideros en el Teatro Edén. Una invitación a la fábrica de cervezas de don Enrique Gallardo y un banquete en el Club de la Unión cerraron las celebraciones de los primeros encuentros interprovinciales de fútbol.
En 1922 la Federación Deportiva del Guayas empezó a organizar el primer torneo amateur oficial para equipos de la provincia, de igual manera en Pichincha. El Guayaquil Sport quedó campeón del Torneo Amateur del Guayas en la temporada 1943. Estos torneos fueron celebrados hasta 1950, debido a que en Guayaquil hubo una disputa entre varios clubes y la Federación Deportiva del Guayas, lo que ocasionó el fin de la era amateur, la creación de la Asociación de Fútbol del Guayas, el inicio de la era profesional y la inmediata creación del primer torneo de fútbol profesional en el país llamado: el Campeonato de Guayaquil. El Guayaquil Sport nunca pudo ganar este campeonato durante su existencia, el cual desapareció en el año 1967 luego de la unificación de los torneos profesionales de Guayaquil y Quito.
La creación del Campeonato Nacional de Fútbol en 1957 —suspendido en los dos años siguientes y reanudado en 1960— generó cambios importantes en el fútbol ecuatoriano. En 1970, se fundó bajo el nombre de Guayaquil Sport Club cuando compró categoría al Círculo Deportivo Español. El Guayaquil Sport quedó campeón de la Segunda División del torneo de la AsoGuayas en el año 1971. Finalmente en 1973, y por solo una temporada, el club participó en la Serie A ecuatoriana, sin embargo, obtuvo una estadística negativa en la primera fase del torneo de 5 partidos ganados, 3 empatados y 14 perdidos, quedando relegado nuevamente a la Segunda División para el año siguiente. con lo cual quedó último en la tabla de posiciones y obligado a participar de la Liguilla de No Descenso, en la cual también terminó en última posición tras 2 victorias, 5 empates y 5 derrotas, quedando relegado nuevamente a la Segunda División para el año siguiente.
El Guayaquil Sport permaneció desde 1974 en la Serie B y la Segunda Categoría hasta su desaparición de las competiciones oficiales en el año 1990, luego de 91 años de existencia. Tras su desaparición, el Club Sport Patria fue considerado el equipo más viejo del país, sin embargo, el Guayaquil Sport fue refundado el 5 de febrero de 2014 y reapareció en el torneo provincial de ascenso del Guayas para el año 2014. siendo sorpresivo animador, ya que llegó hasta instancias decisivas del torneo. 
Durante la temporada 2020, el club quedó campeón de la Segunda Categoría 2020 y se ascendió a la Serie B de Ecuador 2021.
En la temporada 2022 Guayaquil Sport cambió su nombre por Búhos ULVR.

### 2023: Un nuevo descenso
Faltando 2 fechas para finalizar la segunda etapa, en la fecha 34 de la Serie B 2023 de la LigaPro Búhos ULVR cayó 3-1 en casa ante Cuniburo en el Estadio Los Chirijos de Milagro - Provincia del Guayas, consumando el nuevo descenso de la bandada faltando 2 fechas para finalizar el campeonato ecuatoriano de la Serie B de la LigaPro, sin embargo el equipo laico terminó de hundirse a la Segunda Categoría lugar del que jamás volvieron a ver la luz equipos tradicionales del fútbol ecuatoriano de antaño como el América de Quito, Everest, Patria, Norte América, Calvi, Panamá, Esmeraldas Petrolero, Juventus, Juvenil, Green Cross, Juventud Italiana, Bonita Banana, Audaz Octubrino, Santos, Liga de Cuenca, Espoli, Deportivo Quito, Olmedo, América de Ambato, Clan Juvenil y los desaparecidos Politécnico, Manta Sport, River Plate de Riobamba, Filanbanco, Valdez, Liga de Loja, Deportivo Azogues y Fuerza Amarilla en medio de la debacle del cuadro laico.

### Partidos Históricos
| Fecha                 | Rival              | Resultado | Ciudad    |
| --------------------- | ------------------ | --------- | --------- |
| 10 de agosto de 1912  | Sport Club Quito*  | 0:4       | Quito     |
| 12 de octubre de 1912 | Sport Club Quito** | 0:0       | Guayaquil |

- (*): El primer choque futbolístico entre escuadras de Quito y Guayaquil
- (**): El cuadro quiteño recibió una copa de plata donada por la Municipalidad de Guayaquil

## Estadio
El estadio Modelo Alberto Spencer, conocido más comúnmente como el Modelo, es un estadio multiuso situado en la ciudad de Guayaquil, Ecuador. Recibe su nombre en honor del exjugador ecuatoriano de fútbol apodado el "Cabeza Mágica" Alberto Spencer goleador histórico del máximo torneo continental de América la Copa Libertadores jugando para Peñarol de Uruguay, y el Barcelona de Guayaquil.
Es inaugurado oficialmente el 24 de julio de 1959 y tiene una capacidad para 42 000 espectadores. Se lo apoda como "El Coloso de la Avenida de Las Américas", pues se encuentra ubicado en la Avenida de Las Américas al norte de la ciudad de Guayaquil. El estadio, además de ser utilizado para la práctica del fútbol, sirve también para competencias de atletismo ya que cuenta con una pista sintética, e igualmente para la presentación de espectáculos artísticos. Tiene 5 localidades: General Norte, General Sur, Preferencia, Tribuna y Palcos.
Anteriormente solo recibía el nombre de Estadio Modelo Guayaquil, pero la Federación Ecuatoriana de Fútbol decidió añadirle el nombre de Alberto Spencer cuando este falleció el 3 de noviembre de 2006, a instancia de José Luis Contreras, presidente de la Federación Deportiva del Guayas (Fedeguayas).
Este escenario deportivo fue inaugurado el 24 de julio de 1959 con un torneo cuadrangular amistoso en el cual participaron, por Ecuador, los equipos de Barcelona y Emelec (ganador del torneo), por Uruguay la escuadra de Peñarol y por Argentina la escuadra de Huracán. Durante el día inaugural al cual asistieron Luis Robles Plaza, alcalde de Guayaquil (1958-1960), Voltaire Paladines Polo, presidente de la Federación Deportiva del Guayas, y Camilo Ponce Enríquez, presidente del Ecuador (1956-1960). En esa fecha se jugó el primer Clásico del Astillero en el Modelo, con empate ante Emelec 2-2.
Anteriormente el principal estadio que el equipo laico usaba en el Estadio Alejandro Ponce Noboa de Guayaquil, el cual es sede de distintos eventos deportivos a nivel local, ya que también es usado para los campeonatos provinciales de segunda categoría de la ASO Guayas que se desarrollan en este escenario deportivo en las distintas categorías, también puede ser usado para campeonatos barriales del cantón.
Debido a la poca capacidad del estadio Alejandro Ponce Noboa, el equipo ha tenido que usar otros escenarios deportivos para hacer las veces de local en los diferentes torneos de Segunda Categoría y Copa Ecuador, uno de ellos es el Estadio Pablo Sandiford que está ubicado en Durán. La Asociación de Fútbol del Guayas ha sido de mucha ayuda para el Búho, ya que estas últimas temporadas ha prestado algunos de sus escenarios para que el equipo del club laico haga de local, entre los estadios están, el Estadio Christian Benítez Betancourt de Guayaquil, el Estadio Arenas de Samborondón, el Estadio Los Chirijos de Milagro, el Estadio Rafael Vera Yépez de Babahoyo y el Estadio 7 de Octubre de Quevedo.

## Uniforme

### Auspiciantes
| Periodo | Indumentaria | Patrocinador Principal |
| ------- | ------------ | ---------------------- |
| 2021    | Orel         | ULVR                   |
| 2022    | MB1          | ULVR                   |
| 2023    | Yeliyan      | ULVR                   |
| 2024    | Orel         | ULVR                   |
| 2025    | Boman        | ULVR                   |
| 2025    | Pro Sports   | ULVR                   |

### Evolución del uniforme titular
| 2020 | 2021 | 2022 | 2023 | 2024 |

### Evolución del uniforme alterno
| 2020 | 2021 | 2022 | 2023 | 2024 |

### Evolución del tercer uniforme
| 2022 | 2023 |

## Datos del club
- Puesto histórico: 45.° (50.° según la RSSSF)[13]
- Temporadas en Serie A: 1 (1973).[14]
- Temporadas en Serie B: 5: (1972, 1975, 2021-2023).[14]
- Temporadas en Segunda Categoría: 17: (1970-1971, 1974, 1978-1982, 2014-2020, 2024-presente).
- Mejor puesto en la liga: 4.° (Serie B 1972).
- Peor puesto en la liga: 11.° (1973).
- Mayor goleada a favor en torneos nacionales:
  - 10 - 0 contra Libertad (1975).
- Mayor goleada en contra en torneos nacionales:
  - 7 - 1 contra Macará (11 de noviembre de 1973).[15]
- Máximo goleador histórico:
- Máximo goleador en torneos nacionales:
- Primer partido en torneos nacionales:

## Presidentes
Solo se mencionan desde la reaparición del club desde el año 2014:
| Periodo       | Nombre                |
| ------------- | --------------------- |
| 2014 - 2016   | José Julián Aguilar   |
| 2016 - 2018   |                       |
| 2019          | Carlos Martín         |
| 2020 - 2024   | Alfredo Aguilar       |
| 2024 - actual | Susana Hinojosa Dazza |

## Jugadores

### Plantilla 2024
- Actualizado el 21 de febrero de 2023.

- = Capitán.
- = Lesionado.
- Tarjeta amarilla de ser suspendido por acumulación
- Suspendido la próxima fecha

#### Altas y bajas Primera etapa 2023
- Última actualización: 29 de diciembre de 2022.

| Altas           |                |                      |        |
| Jugador         | Posición       | Procedencia          | Tipo   |
| Xavier Cevallos | Guardameta     | Guayaquil City F. C. | Libre. |
| Steven Zamora   | Centrocampista | El Nacional          | Libre. |
| Luis Santana    | Centrocampista | El Nacional          | Libre. |
| Erick Camacho   | Centrocampista | Alianza              | Libre. |
| Hernán Lino     | Centrocampista | Cádiz C. F.          | Libre. |
| Carlos Caicedo  | Delantero      | 9 de Octubre F. C.   | Libre. |
| Federico Vaz    | Delantero      | I. A. Potencia       | Libre. |

| Bajas              |                |                      |                  |
| Jugador            | Posición       | Destino              | Tipo             |
| Luis Ruano         | Defensa        | Atlético Pantoja     | Libre.           |
| Jeison Mina        | Defensa        | Barcelona S. C.      | Libre.           |
| Leonardo Ortiz     | Defensa        | Rocafuerte F. C.     | Libre.           |
| Diego Corozo       | Defensa        | Manta F. C.          | Libre.           |
| Junior Ayoví       | Defensa        | Guayaquil City F. C. | Libre.           |
| Steven Zamora      | Centrocampista | La Concordia S. C.   | Libre.           |
| Michael Endara     | Centrocampista | C. S. Patria         | Libre.           |
| Jefferson Valverde | Centrocampista | Germud F. C.         | Libre.           |
| Pedro Mackliff     | Centrocampista | Germud F. C.         | Libre.           |
| Walter Zea         | Centrocampista | Atlético Samborondón | Libre.           |
| Carlos Ayoví       | Centrocampista | C. S. Patria         | Libre.           |
| Samuel Aguirre     | Centrocampista | Deportivo Meridiano  | Libre.           |
| Hernán Lino        | Delantero      | Gualaceo S. C.       | Libre.           |
| Carlos Caicedo     | Delantero      | C. S. 3 de Julio     | Fin de contrato. |
| Federico Vaz       | Delantero      | Bandera de Uruguay   | Fin de contrato. |

## Palmarés

#### Torneos nacionales
| Competición                  | Competición | Títulos | Subcampeonatos |
| ---------------------------- | ----------- | ------- | -------------- |
| Segunda Categoría de Ecuador | (1/0)       | 2020.   |                |

#### Torneos provinciales
| Competición                  | Competición | Títulos     | Subcampeonatos                            |
| ---------------------------- | ----------- | ----------- | ----------------------------------------- |
| Segunda Categoría del Guayas | (1/7)       | 1971.       | 1970, 1974, 1978, 2015, 2016, 2018, 2020. |
| Torneo AFG Sub-19            | (1/0)       | 2018.       |                                           |
| Torneo AFG Sub-18            | (2/0)       | 2022, 2023. |                                           |
| Torneo AFG Sub-17            | (1/0)       | 2025.       |                                           |
| Torneo AFG Sub-16            | (0/1)       |             | 2024.                                     |